# Kickstart (Linux)
Red Hat Kickstart (o semplicemente Kickstart) è uno strumento utilizzato da Fedora, Red Hat Enterprise Linux e distribuzioni derivate per automatizzare l'installazione e la configurazione del sistema operativo senza necessità di intervento dell'utente.
Per automatizzare il processo di installazione e configurazione Kickstart viene utilizzato Cobbler, un server di provisioning Linux sviluppato da Red Hat.

## Utilizzo
Questo metodo d'installazione è in grado, attraverso un singolo file kickstart, di replicare la stessa installazione su molteplici macchine in modo semplice e veloce. Viene quindi utilizzata spesso e volentieri in ambienti con un grande numero di macchine da installare e configurare.
I file di configurazione di Kickstart possono essere creati in tre modi:
1. Manualmente, ossia compilando un file di testo che contenga le opzioni da passare a Anaconda.
2. Utilizzando lo strumento grafico system-config-kickstart.
3. Utilizzando il programma di installazione standard di Red Hat Anaconda.

Al termine di ogni installazione manuale, Anaconda produrrà un file di configurazione anaconda-ks.cfg. Tale file può essere utilizzato per replicare automaticamente la stessa installazione oppure modificato (manualmente o con system-config-kickstart).

## Struttura
Il file kickstart è un semplice file di testo contenente un elenco di elementi, ognuno dei quali è identificato da una keyword.
Sebbene non strettamente obbligatorio, esiste un ordine canonico di esecuzione delle sezioni. Ogni elemento contenuto all'interno di ogni sezioni non deve obbligatoriamente seguire in un ordine specifico, salvo diversa indicazione. L'ordine canonico delle sezioni è:
- Sezione comandi -  specifica i comandi da eseguire su riga singola.
- Sezione %packages : elenco dei pacchetti software da installare e relative opzioni correlate.
- Le sezioni %pre, %pre-install, %post, %onerror e %traceback possono contenere script che verranno eseguiti al momento opportuno durante l'installazione.

Le sezioni %packages, %pre, %pre-install, %post, %onerror e %traceback devono essere tutte terminate con %end .
Eventuali elementi non necessari per l'installazione specifica possono essere omessi.
Le righe che iniziano con il simbolo cancelletto ( # ) vengono considerate commenti e quindi ignorate dal sistema.
Se nel corso di un'installazione kickstart vengono utilizzati comandi, opzioni o sintassi obsoleti, verrà registrato un messaggio di avviso nel registro di Anaconda. Poiché gli elementi deprecati vengono ì solitamente rimossi entro una o due release, è opportuno controllare il registro di installazione per accertarsi di non averne utilizzato nessuno. Quando si utilizza ksvalidator, gli elementi deprecati causeranno un messaggio di errore.

## Esempio
Un semplice file Kickstart di un'installazione completamente automatizzata di Fedora .
```
# use Fedora mirror as installation source, set Fedora version and target architecture
url --mirrorlist=http://mirrors.fedoraproject.org/mirrorlist?repo=fedora-33&arch=x86_64

# set installation language
lang en_US.UTF-8

# set keyboard
keyboard us

# set root password
rootpw 12345

# create a sudo capable user
user --name wikipedia-user --password 12345 --groups=wheel

#set timezone
timezone America/New_York

# clear all existing storage (!)
zerombr
clearpart --all --initlabel

# automatically create default storage layout
autopart

%packages
# install the Fedora Workstation environment
@^Fedora Workstation
# install some package groups
@3D Printing
@C Development Tools and Libraries
@System Tools
# install some packages
vim
git
mc
%end

```